# Currie Cup 1911
La Currie Cup de 1911 fue la décima edición del principal torneo de rugby provincial de Sudáfrica.
Se disputó en la Ciudad del Cabo, resultando campeón el equipo de Griqualand West quienes obtuvieron su segundo campeonato.

## Sistema de disputa
El torneo se disputó en formato liga donde cada equipo se enfrentó a los equipos restantes, obteniendo 2 puntos por victoria, 1 por empate y 0 por la derrota.

## Clasificación
| Pos. | Equipo                  | Encuentros | Encuentros | Encuentros | Encuentros | Tantos | Tantos | Tantos | Puntos |
| Pos. | Equipo                  | PJ         | PG         | PE         | PP         | F      | C      | Dif    | Puntos |
| ---- | ----------------------- | ---------- | ---------- | ---------- | ---------- | ------ | ------ | ------ | ------ |
| 1.º  | Griqualand West         | 7          | 6          | 1          | 0          | 72     | 8      | +64    | 13     |
| 2.º  | Western Province        | 7          | 6          | 0          | 1          | 100    | 28     | +72    | 12     |
| 3.º  | Transvaal               | 7          | 5          | 0          | 2          | 117    | 36     | +81    | 10     |
| 4.º  | Orange Free State       | 7          | 2          | 2          | 3          | 60     | 44     | +16    | 6      |
| 5.º  | Eastern Province        | 7          | 2          | 1          | 4          | 20     | 58     | -38    | 5      |
| 6.º  | Natal                   | 7          | 2          | 0          | 5          | 34     | 59     | -25    | 4      |
| 7.º  | North Eastern Districts | 7          | 2          | 0          | 5          | 27     | 108    | -71    | 4      |
| 8.º  | Border                  | 7          | 1          | 0          | 6          | 9      | 98     | -89    | 2      |

## Campeón
| Bandera de Sudáfrica    |
| Campeón Griqualand West |
| Segundo título          |